# 青春ミュージカルコメディ oddboys
『青春ミュージカルコメディ oddboys』（せいしゅんミュージカルコメディ オッドボーイズ）は、2024年6月27日（26日深夜）から8月29日（28日深夜）までテレビ東京系列の深夜ドラマ枠「水ドラ25」にて放送されたテレビドラマ。主演は岡宮来夢、阿部顕嵐。
かつては功績を残した伝統ある高校のミュージカル部を再建するために奮闘する主人公たちを描いた作品。

## あらすじ
舞台は、創立100周年を迎えた英林館高校ミュージカル部。かつては偉大な功績を残した伝統ある部だが、現在の部員数は僅か4人だった。ミュージカル好きな日比野憐を筆頭に、文化祭公演に向けて日々活動に励んでいた。しかし、ある日、廃部の危機に。そんな中、ニューヨークから音羽翔舞が転入してくる。日比野はミュージカルに興味がありそうな音羽を誘うが、断られてしまう。

## キャスト

### 主要人物
日比野憐（ひびの れん）
演 - 岡宮来夢
主人公。英林館高校ミュージカル部所属。
音羽翔舞（おとわ しょうま）
演 - 阿部顕嵐
ニューヨークからの転校生。

### ミュージカル部
一本木雅也（いっぽんぎ まさや）
演 - 立花裕大
ムードメーカー。
長峰慎太郎（ながみね しんたろう）
演 - 福澤侑
作曲担当。
浮雲無双（うきぐも むそう）
演 - 皇希
内気で優しい男。

### その他
鴨志田慶太（かもしだ けいた）
演 - 加藤和樹
ミュージカル部伝説のOB。
吉良龍之丞（きら たつのじょう）
演 - 中川晃教
英林館高校の副理事長。

### ゲスト
第2話
五月⾬嵐（さみだれ あらし）
演 - 梅津瑞樹
英林館高校の生徒会長。
九⼗九八景（つくも はっけい）
演 - 石川凌雅
英林館高校生徒会書記。
四月一日二郎（わたぬき じろう）
演 - 笹森裕貴
英林館高校生徒会広報。
第4話・第8話
椿一世（つばき いっせい）
演 - 雷太
ヌーバーイーツの配達員。
第5話
蛍池ジョージ（ほたるいけ ジョージ）
演 - 別所哲也
英林館高校の警備を担当する警備員。
第6話
六車飛子（むぐるま とびこ）
演 - 戸田恵子
ヌーバーイーツの配達員。
第7話
曾根崎真珠（そねざき しんじゅ）
演 - 山寺宏一
東京でんきの職員。深夜に点検に訪れる。

## スタッフ
- 原案 - 松田誠
- 総合演出 - 植木豪[1]
- 脚本 - 徳尾浩司[1]
- 主題歌 - 岡宮来夢「Restart」[3]
- 音楽 - 田中マッシュ
- 歌唱指導 - 今井マサキ
- 振付 - REX（福澤侑/Daiki/皇希）
- 技術協力 - テクノマックス、IMAGICAエンタテインメントメディアサービス、東宝スタジオ
- 美術協力 - テレビ東京アート、東宝映像美術
- プロデューサー - 漆間宏一（テレビ東京）、夏雪（テレビ東京）、芦田政和（ジャンプコーポレーション）、古賀将之（ジャンプコーポレーション）、米田理恵（S-SIZE）[1]
- 制作 - テレビ東京、ジャンプコーポレーション[1]
- 製作著作 - 「青春ミュージカルコメディ oddboys」製作委員会[1]

## 放送日程
| 各話              | 放送日  | サブタイトル                    |
| ----------------- | ------- | ------------------------------- |
| 第一話            | 6月27日 | オッドなヤツら                  |
| 第二話            | 7月04日 | TRUST YOU                       |
| 第三話            | 7月11日 | ミュージカルを作ろう!           |
| 第四話            | 7月18日 | 学校の十三不思議                |
| 第五話            | 7月25日 | 乗り切れ!ミュージカル審査!      |
| 第六話            | 8月01日 | 愛と情熱のミュージカル合宿!前編 |
| 第七話            | 8月08日 | 愛と情熱のミュージカル合宿!後編 |
| 第八話            | 8月15日 | 決別                            |
| 第九話            | 8月22日 | あの日の真相                    |
| 第十話 （最終回） | 8月29日 | Show must go on!                |

## 放送局
| 放送期間                | 放送時間                     | 放送局         | 対象地域       | 備考   |
| ----------------------- | ---------------------------- | -------------- | -------------- | ------ |
| 2024年6月27日 - 8月29日 | 木曜 1:00 - 1:30（水曜深夜） | テレビ東京     | 関東広域圏     | 製作局 |
|                         |                              | テレビ北海道   | 北海道         |        |
|                         |                              | テレビせとうち | 岡山県・香川県 |        |
|                         |                              | TVQ九州放送    | 福岡県         |        |
| 2024年7月4日 - 9月5日   | 木曜 1:30 - 2:00（水曜深夜） | テレビ愛知     | 愛知県         |        |

## ネット配信
| 配信開始月 | 配信サイト         | 配信料金     | 備考       |
| ---------- | ------------------ | ------------ | ---------- |
| 2024年6月  | ネットもテレ東     | 広告付き無料 | 見逃し配信 |
| 2024年6月  | TVer               | 広告付き無料 | 見逃し配信 |
| 2024年6月  | U-NEXT             | 定額制有料   |            |
| 2024年6月  | Amazon Prime Video | 定額制有料   |            |